# Campeonato Sul-Americano de Rugby de 2013 - Divisão C
O Campeonato Sul-Americano de Rugby de 2013 - Divisão C foi a segunda edição deste torneio, então organizado pela Confederação Sul-Americana de Rugby (CONSUR). A sede deste evento foi a Costa Rica, com as partidas sendo realizadas na cidade de Tres Ríos.
O Equador conquistou o título desta competição.

## Participantes e regulamento
A segunda edição do Sul-Americano Divisão C contou com os mesmos participantes da edição anterior, sendo eles a Costa Rica (como anfitriã do torneio), Equador, El Salvador e Guatemala. Houve também a participação da Nicarágua e do Panamá, como seleções convidadas, que realizaram uma partida de exibição. Uma vez mais, todos se enfrentaram em turno único e, ao final das três rodadas, a equipe que somasse mais pontos sagraria-se campeã.
Nesta edição, o campeão garantiu também uma vaga direta no Sul-Americano Divisão B para 2014.

## Partidas da Divisão C de 2013
Seguem-se, abaixo, as partidas disputadas pelo Campeonato Sul-Americano de Rugby Divisão C de 2013 (CONSUR C 2013).

### 1ª rodada
| 1 de dezembro de 2013 |         |             |                                               |
| Costa Rica            | 71 - 3  | El Salvador | Estádio Liceo Franco Costarricense, Tres Ríos |
|                       | Reporte |             | Estádio Liceo Franco Costarricense, Tres Ríos |

| 1 de dezembro de 2013 |         |           |                                               |
| Equador               | 23 - 11 | Guatemala | Estádio Liceo Franco Costarricense, Tres Ríos |
|                       | Reporte |           | Estádio Liceo Franco Costarricense, Tres Ríos |

### 2ª rodada
| 4 de dezembro de 2013 |         |         |                                               |
| Costa Rica            | 7 - 13  | Equador | Estádio Liceo Franco Costarricense, Tres Ríos |
|                       | Reporte |         | Estádio Liceo Franco Costarricense, Tres Ríos |

| 4 de dezembro de 2013 |         |           |                                               |
| El Salvador           | 18 - 43 | Guatemala | Estádio Liceo Franco Costarricense, Tres Ríos |
|                       | Reporte |           | Estádio Liceo Franco Costarricense, Tres Ríos |

### 3ª rodada
| 7 de dezembro de 2013 |         |             |                                               |
| Equador               | 31 - 12 | El Salvador | Estádio Liceo Franco Costarricense, Tres Ríos |
|                       | Reporte |             | Estádio Liceo Franco Costarricense, Tres Ríos |

| 7 de dezembro de 2013 |         |           |                                               |
| Costa Rica            | 59 - 10 | Guatemala | Estádio Liceo Franco Costarricense, Tres Ríos |
|                       | Reporte |           | Estádio Liceo Franco Costarricense, Tres Ríos |

### Classificação Final
| Seleção     | Vitórias | Empates | Derrotas | Pontos a favor | Pontos contra | Saldo | Pontos totais |
| ----------- | -------- | ------- | -------- | -------------- | ------------- | ----- | ------------- |
| Equador     | 3        | 0       | 0        | 67             | 30            | +37   | 9             |
| Costa Rica  | 2        | 0       | 1        | 137            | 26            | +111  | 6             |
| Guatemala   | 1        | 0       | 2        | 64             | 100           | -36   | 3             |
| El Salvador | 0        | 0       | 3        | 33             | 145           | -112  | 0             |

- Critérios de pontuação: vitória = 3, empate = 1, derrota = 0.
- Com o título, a equipe do Equador assegurou presença no Sul-Americano B para 2014.[5]

### Partida de exibição
Amistoso realizado entre as duas seleções convidadas. Esta partida foi a primeira da história do Panamá com uma equipe de rugby XV. Contudo, a mesma não teve validade oficial, uma vez que durou apenas trinta minutos.
| 7 de dezembro de 2013 |         |        |                                               |
| Nicarágua             | 7 - 12  | Panamá | Estádio Liceo Franco Costarricense, Tres Ríos |
|                       | Reporte |        | Estádio Liceo Franco Costarricense, Tres Ríos |

## Campeão da Divisão C 2013
| Campeonato Sul-Americano de Rugby 2013 Divisão C |
| ------------------------------------------------ |
| Equador Campeão (1º título)                      |